# Stendardo di Lepanto

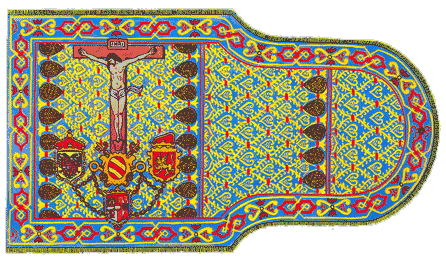
Stendardo della Lega Santa utilizzato nella battaglia di Lepanto consegnato a don Giovanni d'Austria nel 1571.

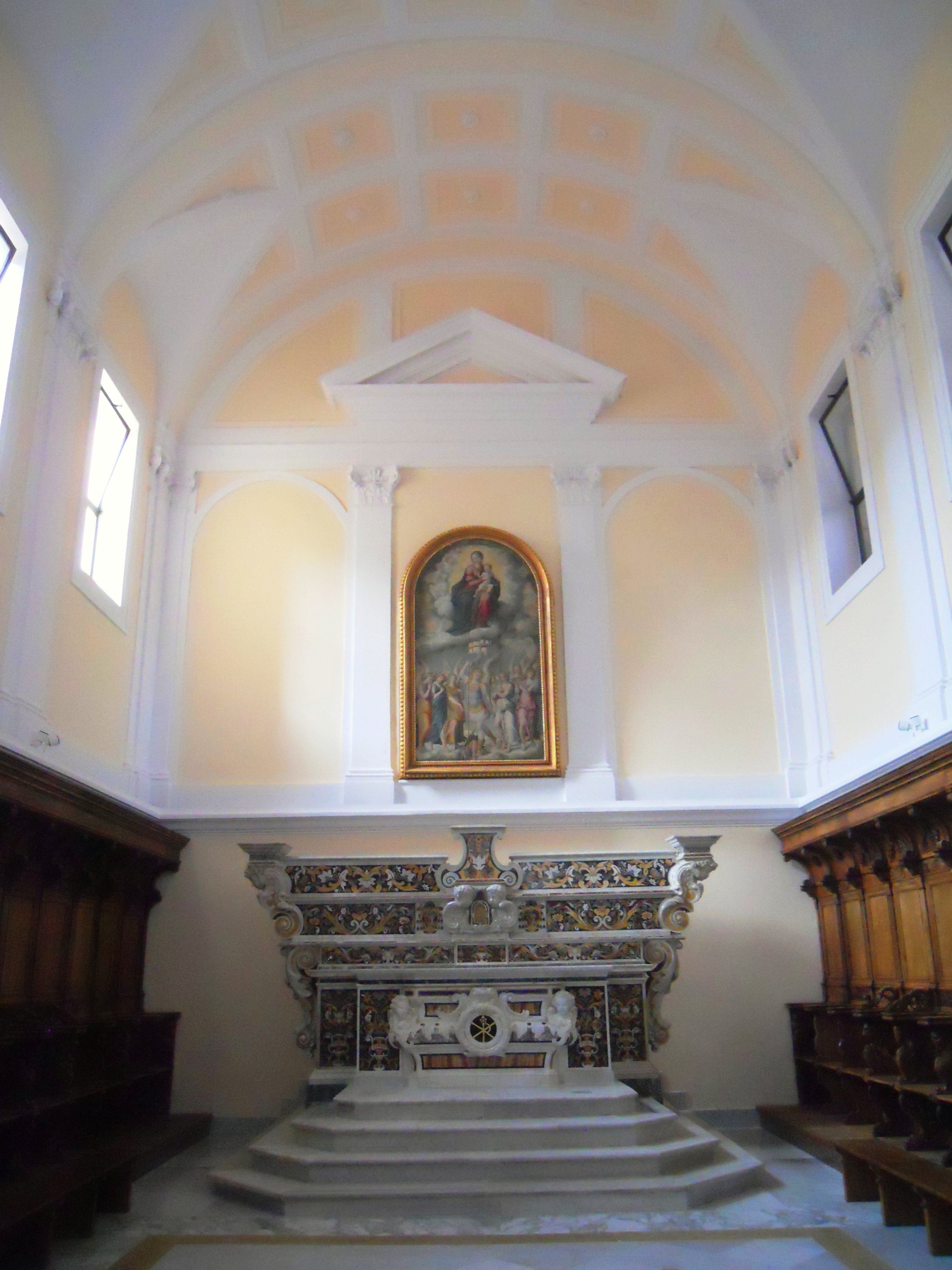
Dal 1792 al 1976 lo stendardo trovò luogo al centro della parete di fondo dell'abside della cattedrale di Gaeta, al di sopra dell'altare maggiore, ove attualmente si trova il dipinto Madonna col bambino e angeli di Giovanni Filippo Criscuolo.

Con il nome di Stendardo di Lepanto sono noti due vessilli, benedetti da Papa Pio V, issati sulla flotta cristiana, a protezione della Lega Santa, durante la battaglia nel mare di Lepanto (in greco moderno Nàupaktos e Nàfpaktos) contro le navi turche che ormai da anni depredavano e razziavano le coste del Mediterraneo.
Un vessillo venne consegnato a Marcantonio Colonna nel giugno 1570, fu realizzato dal pittore Girolamo Siciolante da Sermoneta su incarico del cardinale Onorato Caetani, suo mecenate e amico.
Realizzato con la tecnica della pittura a tempera su seta pregiata, era a forma di vessillo, con sfondo rosso e bordatura in oro, nel quale è rappresentata la scena di Gesù sulla croce tra gli apostoli San Pietro e San Paolo, avente in basso la scritta a lettere d'oro IN HOC SIGNO VINCES e una lunga coda (circa otto metri) che venne eliminata nel corso dei secoli successivi.

## Storia
L'11 giugno 1570, il papa Pio V benedisse lo stendardo nella basilica di San Pietro in Vaticano e lo consegnò all'ammiraglio Marcantonio II Colonna, ponendolo al comando della flotta pontificia; solo l'anno successivo fece scalo nella rada di Gaeta per poi partire ed unirsi al resto della flotta cristiana che verrà comandata da don Giovanni d'Austria, figlio naturale di Carlo V e fratellastro di Filippo II di Spagna.
Il 22 giugno 1571, infatti, Marcantonio II Colonna, partito da Civitavecchia, giunse in Gaeta, passò in rassegna tutta la propria flotta e poi si recò nel Duomo di Gaeta a chiedere la protezione di Sant'Erasmo sull'impresa che si accingeva a compiere: fece solenne voto che, qualora fosse tornato vincitore grazie alla sua intercessione, avrebbe donato il sacro stendardo al santo.
Il seguente 24 giugno, la flotta pontificia, al suo comando, salpò da Gaeta per congiungersi con il resto della flotta cristiana a Messina, da dove partì a ranghi completi il 24 agosto 1571 per muovere contro i turchi.
Il 13 agosto dello stesso anno, nella chiesa di Santa Chiara, veniva consegnato a Don Giovanni d'Austria un secondo stendardo della Lega da parte di Pio V per mano del cardinale Antoine Perrenot de Granvella, a seguito delle intense trattative tra Spagna e Santa Sede riguardo alla persona che avrebbe dovuto avere il comando della Lega.
Il 7 ottobre 1571, la flotta cristiana, guidata dall'ammiraglio Don Giovanni d'Austria, affrontò in una memorabile battaglia nel mare di Lepanto la flotta turca guidata dall'ammiraglio turco Müezzinzade Alì Pascià. I due schieramenti si affrontarono in combattimento all'imboccatura del golfo di Corinto.
All'inizio della battaglia, sulla nave ammiraglia della Lega cristiana (la Real), Giovanni d'Austria fece issare lo Stendardo a lui consegnato, allo stesso modo il Colonna sulla Capitana fece issare il suo stendardo, mentre sulla nave ammiraglia turca (la Sultana) sventolò un vessillo verde su cui c'era scritto in caratteri d'oro ripetuti per 28.900 volte il nome di Allah. Durante la battaglia, i turchi tirarono numerosi dardi verso lo stendardo di Lepanto tuttavia senza mai centrarlo.
I cristiani, dopo cinque ore di battaglia, ebbero la meglio. L'ammiraglio turco Alì Pascià si suicidò (o secondo altre fonti, venne ucciso) per non cadere prigioniero in mano cristiana e la flotta turca fu dispersa, dopo che la testa dell'ammiraglio venne appesa sul pennone dell'ammiraglia turca.
In quello stesso giorno papa Pio V mentre era intento a recitare il rosario ebbe una visione, in cui i cristiani avevano vinto sui turchi e qualche giorno dopo un messo di Don Giovanni d'Austria gli confermò la notizia.
In ricordo di ciò, il papa rifinì l'Ave Maria nella forma in cui la recitiamo oggi, stabilì che ogni chiesa suonasse le campane al mattino, a mezzogiorno e alla sera per ricordare la vittoria dei cristiani sui musulmani, aggiunse le Litanie lauretane alla recita del Rosario, vi aggiunse l'appellattivo "Auxilium Christianorum" e stabilì inoltre che il 7 ottobre diventasse un giorno festivo consacrato a Santa Maria delle Vittorie sull'Islam. Papa Gregorio XIII trasferì poi la festa alla prima domenica del mese di ottobre intitolandola alla Madonna del Rosario.
Al ritorno da Lepanto, Marcantonio II Colonna si recò presso a Gaeta per sciogliere il voto solenne e consegnò lo stendardo al vescovo Pietro Lunello; nei secoli successivi, il vessillo venne conservato presso la cattedrale dei Santi Erasmo e Marciano.
La presenza del dipinto a ridosso della parete di fondo dell'abside, costruita nel 1584-1597 e pesantemente modificata dai Lazzari nel secolo successivo, è testimoniata fin dal 1673; esso, come descritto nel documento della visita pastorale del vescovo Carlo Pignatelli del 1722, si trovava nella parte superiore della parete, protetto da un vetro, al di sopra delle due pale dell'Assunzione di Maria (perduta, che nel 1751 verrà sostituita da un dipinto di identico soggetto realizzato da Sebastiano Conca e distrutto nel bombardamento del 1943) e del Martirio di Sant'Erasmo di Carlo Saraceni (1610-1612 circa). Nel 1779, il vescovo Carlo Pergamo modificò l'assetto della parete, addossandovi l'altare maggiore (che originariamente si trovava al di sotto dell'arco absidale) e realizzando al di sopra di esso una decorazione plastica in stucco di gusto neoclassico con tre campi suddivisi la lesene, collocando in quello centrale lo stendardo (accompagnato da un'iscrizione andata perduta) e in quelli laterali i suddetti dipinti. Fu in occasione di tale allestimento che il vessillo venne ridimensionato secondo le misure odierne per adattarlo al formato delle due pale poste ai suoi lati e collocato su un nuovo supporto in lino grezzo. Nel corso del XIX secolo lo stendardo venne girato, rendendo visibile la parte fino ad allora coperta e per questo meno deteriorata.
L'8 settembre 1943, una bomba sganciata da un aereo inglese colpì la cattedrale causando ingenti danni alla struttura della chiesa e allo stendardo, al quale procurò profondi strappi; il dipinto, custodito in Vaticano a partire dal 28 novembre successivo e poi ricollocato nella cattedrale al termine del conflitto, venne restaurato una prima volta nel 1952 da Silvio Grossi e poi nuovamente nel 1976 da Gianluigi Colalucci, il cui laboratorio ha curato anche un terzo restauro nel 2007-2008. Dopo il secondo intervento, venne rimosso dalla cattedrale e collocato presso l'attiguo palazzo De Vio, all'interno della pinacoteca del Centro Storico Culturale. In occasione del riallestimento del Museo diocesano all'interno dello stesso palazzo a cavallo tra la fine degli anni 1990 e gli inizi degli anni 2000, lo stendardo è entrato a far parte del percorso espositivo di quest'ultimo.